# 맥라렌 MP4-24
맥라렌 MP4-24(영어: McLaren MP4-24)는 2009년 포뮬러 원 시즌 동안 맥라렌 메르세데스가 사용한 포뮬러 원 머신이다. 섀시는 Paddy Lowe, Neil Oatley, Pat Fry, Andrew Bailey 및 Simon Lacey에 의해 설계되었으며 Mario Illien은 맞춤형 메르세데스-벤츠 엔진을 설계하였고 포스 인디아와 Brawn GP에서도 사용되었지만 엔진은 MP4-24의 섀시를 사용하였다. 2009년 1월 16일 영국 워킹에 있는 맥라렌 본사에서 공개되었다.
다음날 팀 테스트 드라이버인 Pedro de la Rosa는 Autódromo Internacional do Algarve에서 MP4-24에 첫 번째 테스트를 실행하였다.
테스트에서 MP4-24는 공기 역학적 문제로 인해 경쟁 제품보다 느리다는 것이 입증되었으며, 루이스 해밀턴과 헤이키 코발라이넨이 작업표 맨 아래에 반복적으로 표시되었다. 차는 팀원들과 다른 비평가들로부터 많은 면밀한 조사를 받았다. 맥라렌 팀장인 Martin Whitmarsh는 팀이 "충분한 일을 하지 못했다"고 말했다. 그는 또한 "저개발 차량이 있고 공기 역학적 다운 포스가 충분하지 않으며 가능한 빨리 수정하는 데 집중하고 싶습니다." 라고 말했다.
원래는 기존의 디퓨저로 설계되었다. MP4-24에는 여러 팀이 FIA에 문제를 명확히 해달라고 요청한 후 FIA는 해당 구성 요소가 합법적임을 확인한 후 2009 말레이시아 그랑프리에서 2층 디자인과 유사한 원칙에 따라 수정된 디퓨저가 장착되었다.
2009년 시즌의 중간 지점인 영국 그랑프리 이후 맥라렌은 해밀턴이 9점, Kovalainen이 4점을 기록하는 등 13점의 컨스트럭터 월드 챔피언십 포인트를 획득했다. 2008년 같은 시점에 그들은 72점을 기록했고 해밀턴은 공동으로 드라이버 스 월드 챔피언십을 이끌었다. Felipe Massa은 48점을 획득하였다. 해밀턴은 차를 폐기하라는 공개 전화를 걸었고 전 팀 소유주가 해설자로 변신한 에디 조던은 이 차를 "맥라렌이 설계한 최악의 차"라고 선언했다.

## 포뮬러 원 경기 결과
굵은 글씨는 극 위치를, 이탤릭체는 가장 빠른 랩을 나타냄
| 연도   | 참가자                   | 엔진                 | 타이어 | 드라이버   | 1   | 2    | 3   | 4   | 5   | 6   | 7   | 8   | 9   | 10  | 11  | 12  | 13  | 14  | 15  | 16  | 17  | 점수 | WCC |
| ------ | ------------------------ | -------------------- | ------ | ---------- | --- | ---- | --- | --- | --- | --- | --- | --- | --- | --- | --- | --- | --- | --- | --- | --- | --- | ---- | --- |
| 2009년 | 보다폰 맥라렌 메르세데스 | 메르세데스 FO108W V8 | B      |            | AUS | MAL‡ | CHN | BHR | ESP | MON | TUR | GBR | GER | HUN | EUR | BEL | ITA | SIN | JPN | BRA | ABU | 71   | 3rd |
| 2009년 | 보다폰 맥라렌 메르세데스 | 메르세데스 FO108W V8 | B      | 해밀턴     | DSQ | 7    | 6   | 4   | 9   | 12  | 13  | 16  | 18  | 1   | 2   | Ret | 12† | 1   | 3   | 3   | Ret | 71   | 3rd |
| 2009년 | 보다폰 맥라렌 메르세데스 | 메르세데스 FO108W V8 | B      | 코발라이넨 | Ret | Ret  | 5   | 12  | Ret | Ret | 14  | Ret | 8   | 5   | 4   | 6   | 6   | 7   | 11  | 12  | 11  | 71   | 3rd |

- † 드라이버는 완주하지 못했지만 레이스 거리의 90%를 완주한 것으로 분류되었다.
- ‡ 완료한 레이스 거리의 75% 미만으로 하프 포인트가 부여된다.

## KERS 시스템 통계
- 맥라렌은 Hamilton이 헝가리 그랑프리에서 우승했을 때 KERS 장착 차량을 사용하여 GP를 획득한 최초의 팀이 되었다.
- 유럽 그랑프리에서 해밀턴은 KERS 자동차로 폴 포지션을 취한 최초의 드라이버가 되었다. 그의 동료인 Kovalainen이 2위를 차지했다. 이것은 또한 모든 KERS 앞줄의 첫 번째 인스턴스였다.